# Mega Zeph
Mega Zeph in Six Flags New Orleans (New Orleans, Louisiana, USA) ist eine Hybrid-Holzachterbahn des Herstellers Custom Coasters International, die am 20. Mai 2000 eröffnet wurde. Nach dem Hurrikan Katrina im August 2005 wurde der Park und somit auch die Bahn geschlossen und seit dem nicht wieder eröffnet.
Die 1219,2 m lange Strecke erreicht eine Höhe von 33,5 m. Die Höchstgeschwindigkeit beträgt 91,7 km/h.

## Züge
Mega Zeph besitzt Züge von Gerstlauer Amusement Rides mit jeweils sechs Wagen. In jedem Wagen können vier Personen (zwei Reihen à zwei Personen) Platz nehmen.